# كورنيليوس أوبراين
كورنيليوس أوبراين هو قسيس كندي، ولد في 4 مايو 1843 في جزيرة الأمير إدوارد في كندا، وتوفي في 9 مارس 1906 في هاليفاكس في كندا.